# Trondhjem–Størenbanen
| Kongsgårds bro in Trondheim, gebaut 1864, ersetzt durch Elgeseter bru |                   |                                                          |                                              |
| Streckenlänge: | 51,7 km           |                                                          |                                              |
| Spurweite: | 1067 mm (Kapspur) |                                                          |                                              |
| |                   |                                                          |                                              |
| \| \| \| Meråkerbanen \| \| \| \| 552,87 \| Trondheim (1881) \| 5,1 moh. \| \| \| \| Ravnklo bru (31 m) \| \| \| \| \| Skansenbrua (52 m, 1918) \| \| \| \| \| Ilasporet (1884–1995) \| \| \| \| 551,67 \| Skansen (Skandsen 1893–1921) \| 5 moh. \| \| \| \| Sandgatasporet (1945) \| \| \| \| 551,37 \| Nidareid \| (120 m) \| \| \| 550,40 \| Throndhjem Kalvskinnet (1864–1884) \| Throndhjem Kalvskinnet (1864–1884) \| \| \| \| Steinbergsporet (–1997) \| \| \| \| \| Kongsgårds bro (Nidelva, 227 m) \| \| \| \| \| Marienborg verksteder (1917) \| \| \| \| 550,76 \| Marienborg (20. Aug. 1917, Abzweigstelle, 1917–1999 Bf.) \| 9 moh. \| \| \| \| \| \| \| \| 549,95 \| Marienborg (2001) \| Marienborg (2001) \| \| \| \| Nordzufahrt Stavnebanen \| \| \| \| 549,24 \| Stavne (Stafne 1907–1908; 1921–2001) \| 26 moh. \| \| \| 548,93 \| Südzufahrt Stavnebanen \| Südzufahrt Stavnebanen \| \| \| \| Hoem (91 m) \| \| \| \| 547,10 \| Sluppen (1864–1884) \| Sluppen (1864–1884) \| \| \| \| Sluppen viadukt (Nidelva, 185 m) \| \| \| \| \| \| \| \| \| 546,03 \| Selsbakk (1919) \| 66,7 moh. \| \| \| \| Selsbak (20. März 1890–1919) \| \| \| \| 551,37 \| Selsbakk (116 m) \| Selsbakk (116 m) \| \| \| 545,39 \| Buenget (1919–1985) \| Buenget (1919–1985) \| \| \| \| Flataasaunet (1907–1919) \| \| \| \| 544,50 \| Romolslia (1972–1987) \| Romolslia (1972–1987) \| \| \| \| Oxtadøien viadukt (130 m) \| \| \| \| 543,63 \| Kolstad (1918) \| Kolstad (1918) \| \| \| 542,97 \| Rosten (1927–1949, 1974–1985) \| Rosten (1927–1949, 1974–1985) \| \| \| \| \| \| \| \| 541,41 \| Heimdal (1864) \| 144 moh. \| \| \| \| \| \| \| \| 539,23 \| Heggstad (1928–1987) \| Heggstad (1928–1987) \| \| \| \| Heggstadmoen (Trondheim Godsterminal) \| \| \| \| 537,11 \| Nypan (1864) \| 73 moh. \| \| \| 535,68 \| Kvammen (1928–1987) \| Kvammen (1928–1987) \| \| \| 534,63 \| Leirli (1929) \| Leirli (1929) \| \| \| 532,08 \| Melhus (1864) \| 24 moh. \| \| \| \| Industriegleis \| \| \| \| 531,42 \| Melhus skysstasjon (1993) \| Melhus skysstasjon (1993) \| \| \| 530,40 \| Melhus pleiehjem (1929) \| Melhus pleiehjem (1929) \| \| \| 530,13 \| Melhus kirke (1931) \| Melhus kirke (1931) \| \| \| 528,77 \| Søberg (1864 / 1921) \| Søberg (1864 / 1921) \| \| \| \| Hofstad industriområde \| \| \| \| 526,73 \| Skjerdingstad (1929) \| Skjerdingstad (1929) \| \| \| 524,95 \| Kvål (1864 / 1921) \| 50,3 moh. \| \| \| 522,16 \| Nyhus (1929) \| Nyhus (1929) \| \| \| 520,49 \| Ler (1864) \| Ler (1864) \| \| \| 519,14 \| Møsta (1929) \| Møsta (1929) \| \| \| 517,61 \| Helgemo (1932) \| Helgemo (1932) \| \| \| 517,00 \| Løhre (1929) \| Løhre (1929) \| \| \| \| Lundesokna bru (60 m) \| \| \| \| 514,78 \| Lundamo (1864) \| Lundamo (1864) \| \| \| 512,67 \| Horg (1929) \| Horg (1929) \| \| \| 509,87 \| Gulfoss (29. Juli 1929–13. Juni 1993) \| Gulfoss (29. Juli 1929–13. Juni 1993) \| \| \| \| alte Strecke (1864–23. Juni 1918) \| \| \| \| 509,76 \| Gulfoss (Gaula) (72 m) \| Gulfoss (Gaula) (72 m) \| \| \| 508,97 \| Gulfoss tunnel (701 m) \| Gulfoss tunnel (701 m) \| \| \| \| Gamle Gulfoss bru \| \| \| \| \| \| \| \| \| 507,89 \| Hovin (Hovind 1864–1921) \| Hovin (Hovind 1864–1921) \| \| \| 506,10 \| Krogstadbakken (29. Jili 1929–1. Aug. 1934) \| Krogstadbakken (29. Jili 1929–1. Aug. 1934) \| \| \| 505,20 \| Krogstadløkken (1. Aug. 1934–11. Juni 2000) \| Krogstadløkken (1. Aug. 1934–11. Juni 2000) \| \| \| 503,67 \| Krogstadsanden (29. Juli 1929–11. Juni 2000) \| Krogstadsanden (29. Juli 1929–11. Juni 2000) \| \| \| 501,20 \| Støren (1864) \| Støren (1864) \| \| \| \| Rørosbanen \| \| \| \| \| Dovrebanen \| \| |                   |                                                          |                                              |
| Strecke |                   | Meråkerbanen                                             | Meråkerbanen                                 |
| Bahnhof | 552,87            | Trondheim (1881)                                         | 5,1 moh.                                     |
| Brücke über Wasserlauf |                   | Ravnklo bru (31 m)                                       | Ravnklo bru (31 m)                           |
| Brücke über Wasserlauf |                   | Skansenbrua (52 m, 1918)                                 | Skansenbrua (52 m, 1918)                     |
| Abzweig geradeaus und ehemals nach rechts |                   | Ilasporet (1884–1995)                                    | Ilasporet (1884–1995)                        |
| Haltepunkt / Haltestelle | 551,67            | Skansen (Skandsen 1893–1921)                             | 5 moh.                                       |
| Abzweig geradeaus und ehemals von links |                   | Sandgatasporet (1945)                                    | Sandgatasporet (1945)                        |
| Tunnel | 551,37            | Nidareid                                                 | (120 m)                                      |
| Strecke · Kopfbahnhof Streckenanfang (Strecke außer Betrieb) | 550,40            | Throndhjem Kalvskinnet (1864–1884)                       | Throndhjem Kalvskinnet (1864–1884)           |
| Abzweig geradeaus und ehemals von rechts · Strecke (außer Betrieb) |                   | Steinbergsporet (–1997)                                  | Steinbergsporet (–1997)                      |
| Strecke von links · Abzweig geradeaus und nach rechts · Brücke über Wasserlauf (Strecke außer Betrieb) |                   | Kongsgårds bro (Nidelva, 227 m)                          | Kongsgårds bro (Nidelva, 227 m)              |
| Betriebsstelle Streckenende · Strecke · Strecke (außer Betrieb) |                   | Marienborg verksteder (1917)                             | Marienborg verksteder (1917)                 |
| Dienststation / Betriebs- oder Güterbahnhof · Strecke (außer Betrieb) | 550,76            | Marienborg (20. Aug. 1917, Abzweigstelle, 1917–1999 Bf.) | 9 moh.                                       |
| Strecke von links · Abzweig geradeaus und nach rechts · Strecke (außer Betrieb) |                   |                                                          |                                              |
| Haltepunkt / Haltestelle · Haltepunkt / Haltestelle · Strecke (außer Betrieb) | 549,95            | Marienborg (2001)                                        | Marienborg (2001)                            |
| Strecke nach links · Kreuzung geradeaus oben · Strecke (außer Betrieb) |                   | Nordzufahrt Stavnebanen                                  | Nordzufahrt Stavnebanen                      |
| ehemaliger Haltepunkt / Haltestelle · Strecke (außer Betrieb) | 549,24            | Stavne (Stafne 1907–1908; 1921–2001)                     | 26 moh.                                      |
| Abzweig geradeaus und von links · Strecke (außer Betrieb) | 548,93            | Südzufahrt Stavnebanen                                   | Südzufahrt Stavnebanen                       |
| Tunnel · Strecke (außer Betrieb) |                   | Hoem (91 m)                                              | Hoem (91 m)                                  |
| Strecke · Haltepunkt / Haltestelle (Strecke außer Betrieb) | 547,10            | Sluppen (1864–1884)                                      | Sluppen (1864–1884)                          |
| Strecke · Brücke über Wasserlauf (Strecke außer Betrieb) |                   | Sluppen viadukt (Nidelva, 185 m)                         | Sluppen viadukt (Nidelva, 185 m)             |
| Abzweig geradeaus und ehemals nach links · Abzweig geradeaus und von rechts (Strecke außer Betrieb) |                   |                                                          |                                              |
| Haltepunkt / Haltestelle · Strecke (außer Betrieb) | 546,03            | Selsbakk (1919)                                          | 66,7 moh.                                    |
| Strecke · Haltepunkt / Haltestelle (Strecke außer Betrieb) |                   | Selsbak (20. März 1890–1919)                             | Selsbak (20. März 1890–1919)                 |
| Tunnel · Strecke (außer Betrieb) | 551,37            | Selsbakk (116 m)                                         | Selsbakk (116 m)                             |
| ehemaliger Haltepunkt / Haltestelle · Strecke (außer Betrieb) | 545,39            | Buenget (1919–1985)                                      | Buenget (1919–1985)                          |
| Strecke · Haltepunkt / Haltestelle (Strecke außer Betrieb) |                   | Flataasaunet (1907–1919)                                 | Flataasaunet (1907–1919)                     |
| ehemaliger Haltepunkt / Haltestelle · Strecke (außer Betrieb) | 544,50            | Romolslia (1972–1987)                                    | Romolslia (1972–1987)                        |
| Strecke · Brücke (Strecke außer Betrieb) |                   | Oxtadøien viadukt (130 m)                                | Oxtadøien viadukt (130 m)                    |
| ehemaliger Haltepunkt / Haltestelle · Strecke (außer Betrieb) | 543,63            | Kolstad (1918)                                           | Kolstad (1918)                               |
| ehemaliger Haltepunkt / Haltestelle · Strecke (außer Betrieb) | 542,97            | Rosten (1927–1949, 1974–1985)                            | Rosten (1927–1949, 1974–1985)                |
| Abzweig geradeaus und ehemals von links · Strecke nach rechts (außer Betrieb) |                   |                                                          |                                              |
| Bahnhof | 541,41            | Heimdal (1864)                                           | 144 moh.                                     |
| Abzweig geradeaus und nach links · Strecke von rechts |                   |                                                          |                                              |
| ehemaliger Haltepunkt / Haltestelle · Strecke | 539,23            | Heggstad (1928–1987)                                     | Heggstad (1928–1987)                         |
| Strecke · Betriebs-/Güterbahnhof Streckenende |                   | Heggstadmoen (Trondheim Godsterminal)                    | Heggstadmoen (Trondheim Godsterminal)        |
| Dienststation / Betriebs- oder Güterbahnhof | 537,11            | Nypan (1864)                                             | 73 moh.                                      |
| ehemaliger Haltepunkt / Haltestelle | 535,68            | Kvammen (1928–1987)                                      | Kvammen (1928–1987)                          |
| ehemaliger Haltepunkt / Haltestelle | 534,63            | Leirli (1929)                                            | Leirli (1929)                                |
| Dienststation / Betriebs- oder Güterbahnhof | 532,08            | Melhus (1864)                                            | 24 moh.                                      |
| Abzweig geradeaus und ehemals von rechts |                   | Industriegleis                                           | Industriegleis                               |
| Haltepunkt / Haltestelle | 531,42            | Melhus skysstasjon (1993)                                | Melhus skysstasjon (1993)                    |
| ehemaliger Haltepunkt / Haltestelle | 530,40            | Melhus pleiehjem (1929)                                  | Melhus pleiehjem (1929)                      |
| ehemaliger Haltepunkt / Haltestelle | 530,13            | Melhus kirke (1931)                                      | Melhus kirke (1931)                          |
| Dienststation / Betriebs- oder Güterbahnhof | 528,77            | Søberg (1864 / 1921)                                     | Søberg (1864 / 1921)                         |
| Abzweig geradeaus und ehemals nach rechts |                   | Hofstad industriområde                                   | Hofstad industriområde                       |
| ehemaliger Haltepunkt / Haltestelle | 526,73            | Skjerdingstad (1929)                                     | Skjerdingstad (1929)                         |
| Haltepunkt / Haltestelle | 524,95            | Kvål (1864 / 1921)                                       | 50,3 moh.                                    |
| ehemaliger Haltepunkt / Haltestelle | 522,16            | Nyhus (1929)                                             | Nyhus (1929)                                 |
| Bahnhof | 520,49            | Ler (1864)                                               | Ler (1864)                                   |
| ehemaliger Haltepunkt / Haltestelle | 519,14            | Møsta (1929)                                             | Møsta (1929)                                 |
| ehemaliger Haltepunkt / Haltestelle | 517,61            | Helgemo (1932)                                           | Helgemo (1932)                               |
| ehemaliger Haltepunkt / Haltestelle | 517,00            | Løhre (1929)                                             | Løhre (1929)                                 |
| Brücke über Wasserlauf |                   | Lundesokna bru (60 m)                                    | Lundesokna bru (60 m)                        |
| Bahnhof | 514,78            | Lundamo (1864)                                           | Lundamo (1864)                               |
| ehemaliger Haltepunkt / Haltestelle | 512,67            | Horg (1929)                                              | Horg (1929)                                  |
| ehemaliger Haltepunkt / Haltestelle | 509,87            | Gulfoss (29. Juli 1929–13. Juni 1993)                    | Gulfoss (29. Juli 1929–13. Juni 1993)        |
| Abzweig geradeaus und ehemals nach links · Strecke von rechts (außer Betrieb) |                   | alte Strecke (1864–23. Juni 1918)                        | alte Strecke (1864–23. Juni 1918)            |
| Brücke über Wasserlauf · Strecke (außer Betrieb) | 509,76            | Gulfoss (Gaula) (72 m)                                   | Gulfoss (Gaula) (72 m)                       |
| Tunnel · Strecke (außer Betrieb) | 508,97            | Gulfoss tunnel (701 m)                                   | Gulfoss tunnel (701 m)                       |
| Strecke · Brücke über Wasserlauf (Strecke außer Betrieb) |                   | Gamle Gulfoss bru                                        | Gamle Gulfoss bru                            |
| Abzweig geradeaus und ehemals von links · Strecke nach rechts (außer Betrieb) |                   |                                                          |                                              |
| Bahnhof | 507,89            | Hovin (Hovind 1864–1921)                                 | Hovin (Hovind 1864–1921)                     |
| ehemaliger Haltepunkt / Haltestelle | 506,10            | Krogstadbakken (29. Jili 1929–1. Aug. 1934)              | Krogstadbakken (29. Jili 1929–1. Aug. 1934)  |
| ehemaliger Haltepunkt / Haltestelle | 505,20            | Krogstadløkken (1. Aug. 1934–11. Juni 2000)              | Krogstadløkken (1. Aug. 1934–11. Juni 2000)  |
| ehemaliger Haltepunkt / Haltestelle | 503,67            | Krogstadsanden (29. Juli 1929–11. Juni 2000)             | Krogstadsanden (29. Juli 1929–11. Juni 2000) |
| Bahnhof | 501,20            | Støren (1864)                                            | Støren (1864)                                |
| Abzweig geradeaus und nach links |                   | Rørosbanen                                               | Rørosbanen                                   |
| Strecke |                   | Dovrebanen                                               | Dovrebanen                                   |

Størenbanen oder Trondhjem–Størenbanen war die erste Bahnstrecke im norwegischen Landesteil (heute Fylke) Trøndelag. Die Strecke verläuft zwischen Trondheim und Støren und ist heute der nördlichste Abschnitt dessen, was Bane NOR als Dovrebanen bezeichnet. Die Fahrzeuge für diese Strecke waren bis etwa 1920 mit „T.S.B.“ beschriftet.

## Geschichte
Das Storting hatte 1857 beschlossen, die ersten drei staatlichen Eisenbahnstrecken in Norwegen zu bauen. Die anderen beiden waren Hamar–Grundsetbanen und Kongsvingerbanen.
Aufgrund schlechter wirtschaftlicher Zeiten und wenig Verständnis bei den Bürgern für eine „Eisenbahn dort im Norden“ (norwegisch jernbane der nordpaa) befasste sich das Storting 1860 erneut mit dem Thema. Der Beschluss wurde erneuert, diesmal mit sehr knapper Mehrheit. Die wirtschaftlichen Rahmenbedingungen führten zu der Entscheidung, die Trondhjem-Størenbane und die Hamar-Grundsetbane als Schmalspurbahnen zu bauen, was später große Auswirkungen auf den Betrieb haben sollte. Es wurde sogar vorgeschlagen, dass die Størenbane für den Pferdezugverkehr gebaut werden sollte – dies wäre 20 % billiger gewesen. Dieser Vorschlag wurde abgelehnt.
Die Strecke wurde am 5. August 1864 eröffnet, zehn Jahre nach Eröffnung der Hovedbane zwischen Oslo und Eidsvoll. Die ursprünglich 49 und später 51,1 Kilometer lange Bahnstrecke wurde schmalspurig in 1067 mm Spurweite gebaut. Der Endbahnhof lag im Trondheimer Stadtteil Kalvskinnet, die Strecke überquerte den Nidelva über die neu gebaute Kongsgaardsbroen nach Elgeseter und verlief weiter nach Süden über die heutige Elgesete und den Holtermanns veg. Das ursprüngliche Bahnhofsgebäude existiert noch und ist die Synagoge von Trondheim. Aus der Bahnsteighalle wurde das heutige Gebäude der Heilsarmee und die Werkstatt wurde zu einer katholischen Kirche umgebaut, die jedoch später abgerissen und durch die heutige römisch-katholische Domkirche St. Olav ersetzt wurde.
Støren blieb Endstation bis 1877, als der letzte Abschnitt der Rørosbane (Støren-Aamodtbanen) fertiggestellt wurde.
1877 wurde die Størenbane Teil der Rørosbane, der ersten Stammbahn in Norwegen. Diese begann in Hamar und führte durch Østerdalen nach Røros. Die Rørosbane wurde 1880 im Süden an die Hedmarksbane angeschlossen, sodass ab 1880 die gesamte Strecke zwischen Oslo und Trondhjem mit dem Zug befahren werden konnte, jedoch wegen der unterschiedlichen Spurweite mit Umsteigen in Hamar. Die Verwaltung der Rørosbane war zweigeteilt. Der Abschnitt nördlich von Tynset bis Trondhjem wurde von Trondhjem aus verwaltet. Zusammen mit der Meråkerbane, die an das schwedische Eisenbahnnetz anschloss, wurde Trondheim ab 1880 eine wichtige Eisenbahnstadt in Norwegen. Eine neue Verwaltungsordnung von 1883 machte Trondhjem zum Sitz der sogenannten „4. distrikt“ (ab 1913 „Distrikt Trondhjem“), der schließlich das gesamte Eisenbahnnetz zwischen Dombås und Tynset im Süden und Storlien und Bodø im Norden umfasste.
Am 24. Juni 1884 wurde die Eisenbahnstrecke nach Trondhjem auf die Westseite des Nidelva verlegt und mit der Meråkerbane verbunden.

## Umbau und Stilllegung
An der Strecke nördlich des Bahnhofs Heimdal wurden erhebliche und komplizierte Änderungen in mehreren Phasen vorgenommen.
Die Størenbane wurde am 5. August 1864 eröffnet. Ungefähr dort, wo die Strecke heute mit einer Überführung die Straße Bjørndalen kreuzt, führte die Schmalspurstrecke geradeaus weiter und folgte weitgehend der Straße nach Bjørndalen. Dort gab es zwei große Holzviadukte, um große Kurven zu vermeiden, das 130 Meter lange Oxtadøien-Viadukt und das 149 Meter lange Selsbak-Viadukt.
Zu dieser Zeit gab es in Selsbakk keinen Bahnhof. Durch Selsbakk folgte die Strecke einer östlicheren Route als heute, die Gammel-lina entspricht fast vollständig dieser alten Streckenführung. Es folgte der Sluppen Viadukt über den Sluppen, wo sich heute die Straßenbrücke Sluppen bru befindet, die aber auf einem viel niedrigeren Niveau als das Eisenbahnviadukt liegt. Unmittelbar nach der Sluppenbrua (185 m) befand sich die Haltestelle Sluppen, die vermutlich ein Stationsgebäude der Art wie ursprünglich die Bahnhöfe Heimdal und Melhus hatte. Die Strecke führte ungefähr dort weiter, wo Holtermanns Veg und Elgeseter Gate (E6) heute über die Kongsgårdsbroen (227 m) führen und endete im Bahnhof in Kalvskinnet.
Am 24. Juni 1884 wurde der Abschnitt zwischen Selsbakk und Brattøra verlegt, dem heutigen Bahnhof in Trondheim. Hintergrund war die Zusammenlegung der Bahnhöfe der Stadt für die zuvor eröffnete normalspurige Meråkerbane und die schmalspurige Størenbane. Auch wenn sie unterschiedliche Spurweiten hatten, sollten diese in einen gemeinsamen Bahnhof führen, zumal es in den neu aufgeschütteten Bereichen andere Ausbaumöglichkeiten gab als innerhalb von Kalvskinnet. Angedacht war unter anderem, dass dieser Bahnhof direkt am Hafen stehen sollte, wie es den Vorstellungen von Stadtbaumeister Carl Adolf Dahl über ähnliche Kombinationen in Europa entsprach.
Die Haltestelle Sluppen und der Bahnhof Throndhjem auf Kalvskinnet wurden zusammen mit der Strecke von Selsbakk einschließlich des Sluppenviadukt und des Kongsgårdsviaduktes geschlossen. Das Schicksal des Gebäudes in Sluppen ist unbekannt, die anderen wurden für andere Zwecke verwendet. Kongsgårdsbroen wurde in eine Straßenbrücke umgewandelt, bevor sie 1913 umgebaut und verstärkt wurde, damit sie für die Straßenbahn auf der neuen Elgeseter-Linie benutzt werden konnte. Aufgrund des zunehmenden Verkehrs auf der relativ schmalen Brücke wurden mehrere Planungen gemacht, die eine neue Brücke vorsahen, die dann 5 bis 10 Meter weiter östlich unter dem Namen Elgeseter bro  1951 gebaut wurde.
Am 20. März 1890 wurde in Selsbakk eine Haltestelle eingerichtet und 1910 zu einem Bahnhof ausgebaut. Es wird angenommen, dass der Standort etwas südlich der Stelle liegt, an der Magasinvegen von Gammel-Lina abzweigt. Der Magasinvegen ist die wahrscheinlichste Route für die umgebaute Schmalspurbahn nach 1884.
Nördlich von Heimdal gab es zwei hölzerne Viadukte. Als 1908 beschlossen wurde, die Dovrebane (Støren–Dombås) zu bauen und damit auch mit Normalspur Trondheim zu erreichen, wurde eine völlig neue Streckenführung zwischen Heimdal und Selsbakk gewählt, um die Brücken in Bjørndalen zu beseitigen. Die Streckenführung wurde etwas weiter westlich im Talboden gelegt, wodurch der Anstieg zwischen Selsbakk und Heimdal verringert und nur eine kurze Brücke über den Leirelva bei Buenget benötigt wurde. Der Bahnhof Selsbakk wurde an seinen heutigen Standort verlegt.
Am 3. September 1919 wurde der neue Abschnitt zwischen Heimdal und Selsbakk in Betrieb genommen. Da die Dovrebane noch nicht fertiggestellt war, wurde der gesamte Abschnitt Trondheim–Støren ab demselben Datum mit einem Dreischienengleis freigegeben. Ab dem 1. Dezember 1919 verkehrten normalspurige Personenzüge zwischen Trondheim und Ulsberg und ab dem 15. Dezember desselben Jahres zwischen Trondheim und Oppdal. Ab dem 14. September 1921 verkehrten alle Züge auf dem Normalspurgleis, das Dreischienengleis wurde daraufhin entfernt.

## Bilder

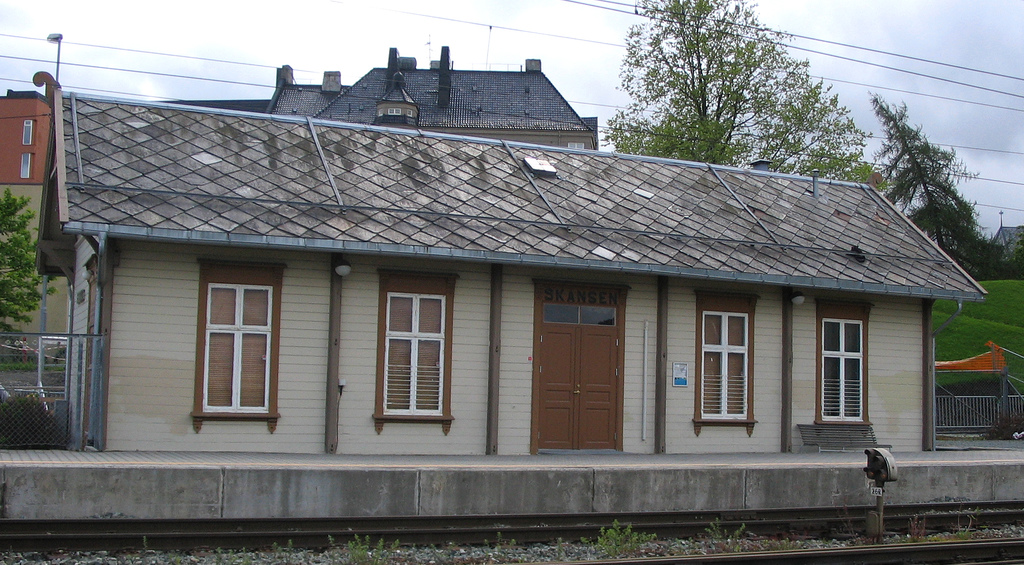
Bahnhof Skansen
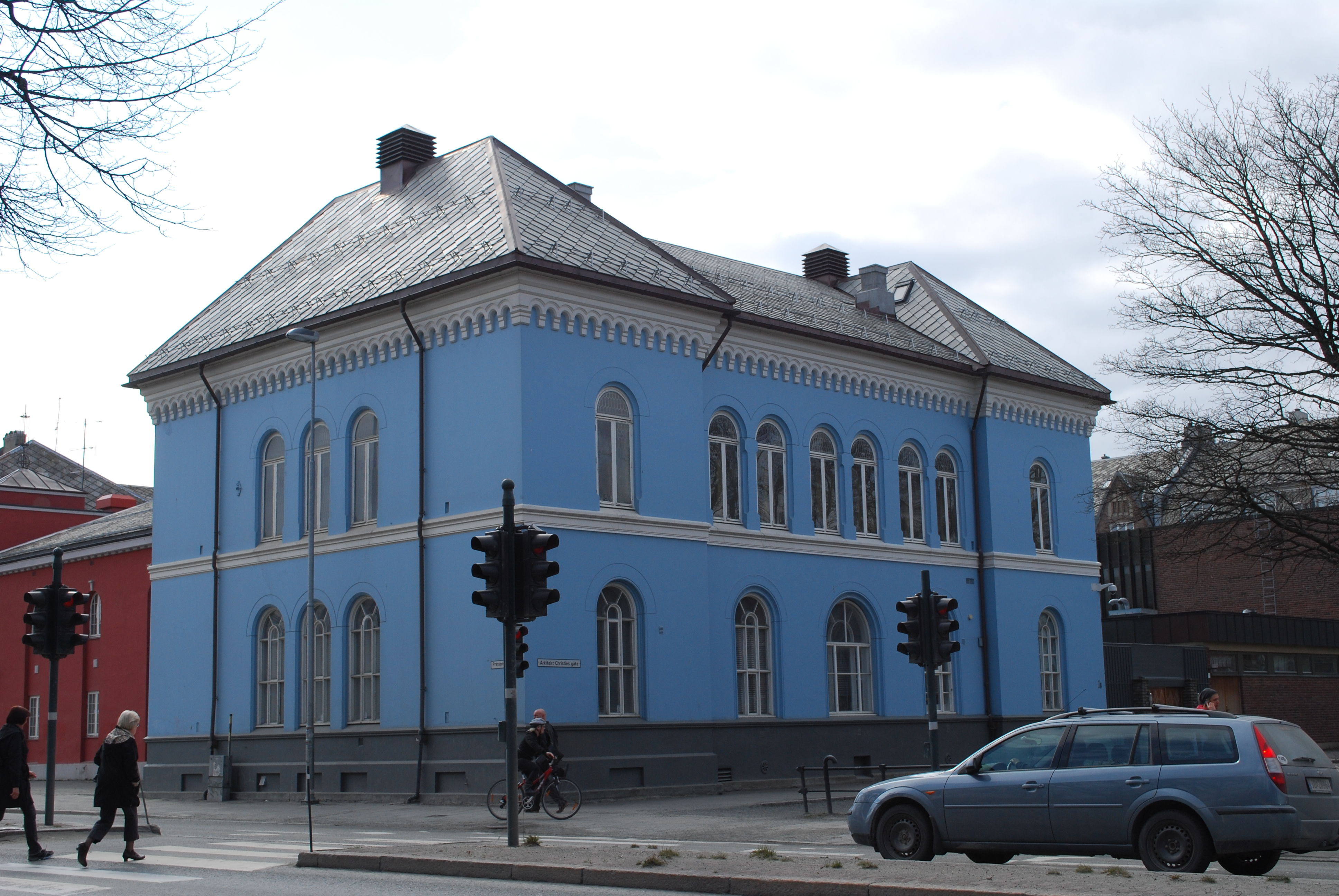
Ehemaliger Endbahnhof Kalvskindet
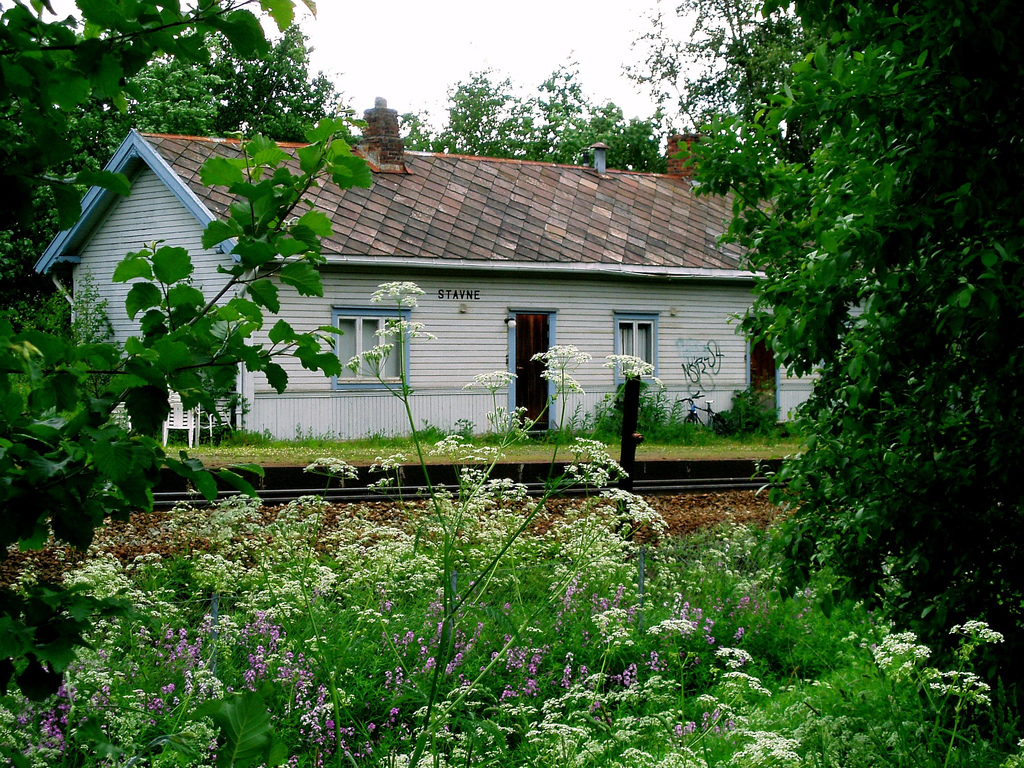
Haltepunkt Stavne
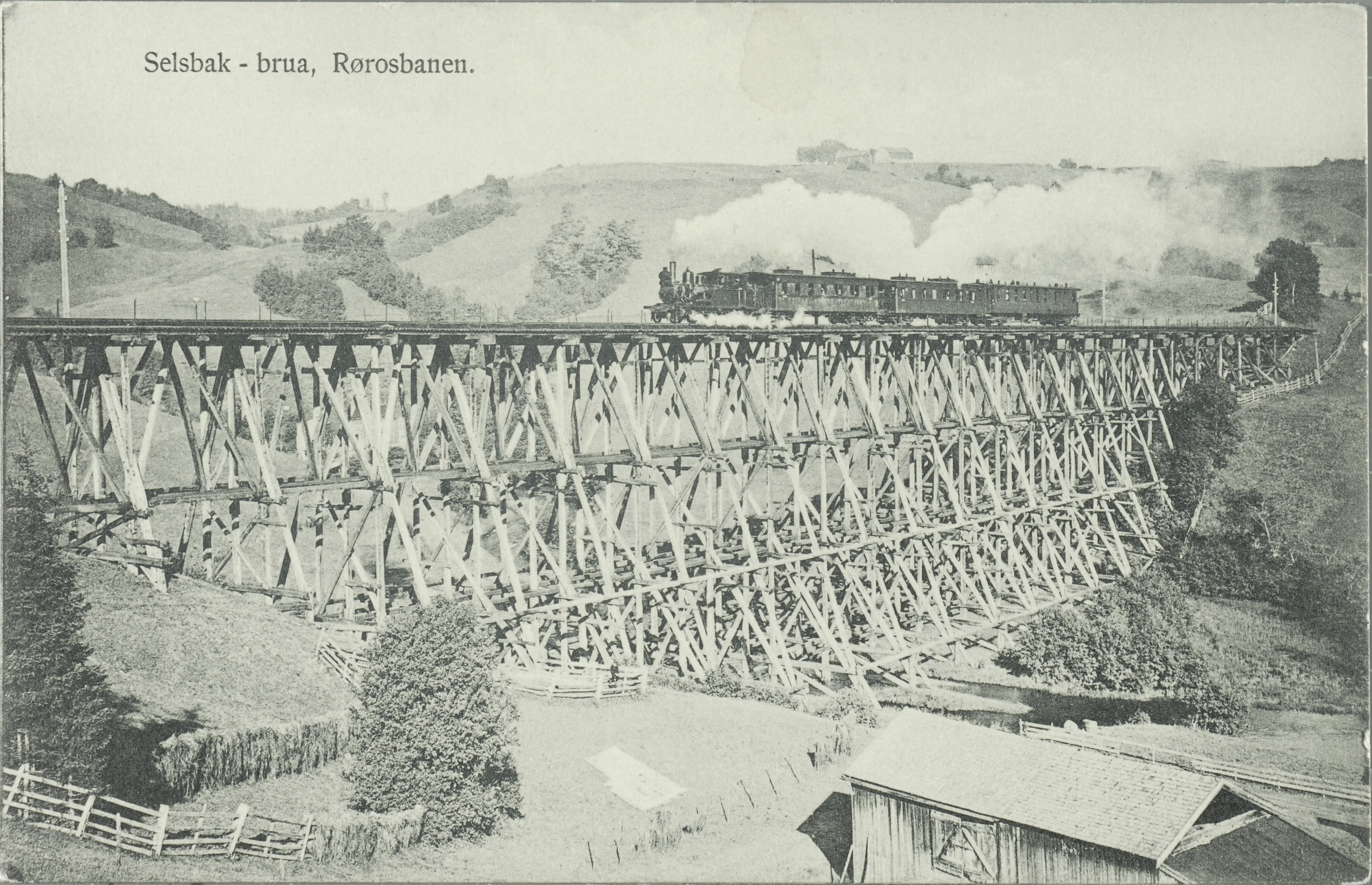
Selsbakk viadukt vor 1919
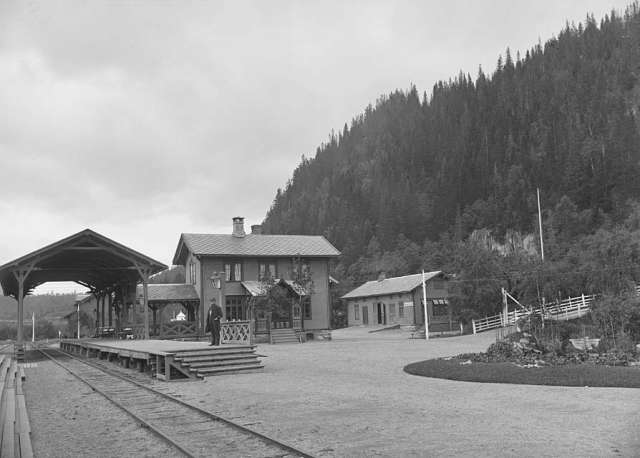
Bahnhof Støren etwa 1880/1890